# Міністерство смакової промисловості Української РСР
Міністерство смакової промисловості Української РСР — союзно-республіканське міністерство, входило до системи органів смакової промисловості СРСР і підлягало в своїй діяльності Раді Міністрів УРСР і Міністерству смакової промисловості СРСР.

## Історія
Створене 28 жовтня 1946 року. Ліквідоване 10 березня 1949 року.

## Міністри смакової промисловості УРСР
- Грицюк Іван Григорович (1947—1949)